# Henry Fitzalan-Howard, 14:e hertig av Norfolk
Henry Granville Fitzalan-Howard, 14:e hertig av Norfolk , född 7 november 1815, död 26 november 1860, var en brittisk politiker. Han var parlamentsledamot 1837-1852. 
Han var son till Henry Howard, 13:e hertig av Norfolk. Hertig av Norfolk och Earl Marshal av England 1856-1860. 
Gift 1839 med Augusta Lyons (1821-1886).

## Barn
- Lady Victoria Fitzalan-Howard (1840-1870); gift 1861 med James Robert Hope-Scott, of Abbotsford (1812-1873)
- Lady Minna Fitzalan-Howard (1843-    )
- Lady Mary Fitzalan-Howard (1845-    )
- Henry Fitzalan-Howard, 15:e hertig av Norfolk (1847-1917); gift 1:o 1877 med Lady Flora Abney-Hastings (1854-1887); gift 2:o 1904 med Hon Gwendolyn Constable-Maxwell, 12:e Baroness Herries of Terregles (1877-1945)
- Lady Etheldreda Fitzalan-Howard (1849-    )
- Lady Philippa Fitzalan-Howard (1852-1946); gift 1888 med Sir Edward Stewart (1857-1948)
- Lord Edmund Fitzalan-Howard, 1:e viscount Fitzalan av Derwent (1855-1947); gift 1879 med Lady Mary Bertie (1859-1938)
- Lady Anne Fitzalan-Howard (1857-1931); gift 1878 med Lord Ralph Drury Kerr (1837-1916)